# Konrad Klencke
Konrad Klencke (auch Cord; * vor 1498; † 4. August 1518 bei Weddewarden) war Domdekan in Bremen und Verden.
Er entstammt dem Bremer Dienstmanngeschlecht Klenkok (vgl. Johannes Klenkok), auch als Klencke bekannt. 
Ab 29. Mai 1498 ist er als Bremer Kanonikus und Domdekan bekannt. Seit 1499 war er auch Propst in Zeven. 1518 wurde er auch Domkantor zu Verden.
Als der Erzbischof Christoph von Braunschweig-Wolfenbüttel 1517 die Wurster unterworfen hatte, erreichte Klencke, dass das Land nicht allein dem Erzbischof, sondern der Bremer Kirche überwiesen wurde. Der Erzbischof hatte bei Weddewarden den Wursten Ländereien weggenommen und die Zwingburg Morgenstern errichten lassen. Im Auftrag des Domkapitels beschaffte Klencke Geld für den Lohn der Knechte und Proviant für die Burg.
Die Wurster hatten zum 4. August 1518 zu einem gütlichen Vergleichstag für die weggenommenen Ländereien auf den Dingplatz eingeladen, zu dem der Erzbischof 18 Unterhändler geschickt hatte, deren Wortführer Klencke und der erzbischöflichen Landdrost zu Vörde Engelbert von der Malsburg waren. Da die Erzbischöflichen nicht nachgeben durften, kam es zu einem Aufruhr, in einer der Gesandten getötet wurde. Nachdem Klenke drohte: „Das Blut des Ermordeten soll euch teuer zu stehen kommen!“ wurde die ganze Gesandtschaft erschlagen. Der Dingplatz heißt seitdem Klenckenhamm. (vgl. Geschichte von Hadeln und Wursten)
Oberst Albert Butjenter kam im Auftrage Herzogs Magnus von Lauenburg dem Lande Wursten zu Hilfe und eroberte am 15. August mit den Wurstfriesen den Morgenstern.